# Życie pozaziemskie
Życie pozaziemskie – życie istniejące poza Ziemią i niepochodzące z niej.
Nie znaleziono jakichkolwiek jednoznacznych i potwierdzonych dowodów na istnienie życia poza Ziemią. Prace badawcze związane z poszukiwaniem choćby najprostszych form organicznych ograniczają się jedynie do meteorytów oraz próbek zebranych w misjach kosmicznych.
Astrobiologia rozpatruje możliwości istnienia życia pozaziemskiego opartego zarówno na białkach, innych związkach organicznych, a także innych niż węgiel pierwiastkach (np. krzem, fluor), powstającego w różnych płynnych środowiskach (głównie w wodzie, ale również w występujących w stanie płynnym w określonych temperaturach: wodorze, metanie, amoniaku czy siarce).
Ponieważ hipotetyczne życie pozaziemskie nie musi mieć znanej z Ziemi postaci białkowej, do definiowania go nie jest używana biologiczna definicja życia, lecz trafniejsze jest odwołanie się do definicji cybernetycznej, bądź termodynamicznej.
Do miejsc w Układzie Słonecznym, typowanych jako potencjalne lokalizacje życia pozaziemskiego, należą:
- Mars (powierzchnia planety, regolit lub głębsze skały),
- księżyc Jowisza – Europa lub Saturna – Enceladus (życie w oceanie pod skorupą satelity),
- księżyc Saturna – Tytan (duża ilość węglowodorów na powierzchni i w atmosferze, w tym duże jeziora),
- górna warstwa atmosfery Wenus.

Poza Układem Słonecznym odkryto liczne planety ziemiopodobne, m.in.
- Gliese 581 c i Gliese 581 g, które krążą wokół gwiazdy Gliese 581
- Gliese 832 c, która krąży wokół gwiazdy Gliese 832
- Kepler-10b, która krąży wokół gwiazdy Kepler-10
- Kepler-186f, która krąży wokół gwiazdy Kepler-186(inne języki)
- Kepler-452b, która krąży wokół gwiazdy Kepler-452
- Proxima Centauri b, która krąży wokół gwiazdy Proxima Centauri.

W praktyce poszukiwanie form życia pozaziemskiego ogranicza się do hipotetycznego typowania planet pozasłonecznych znajdujących się w ekosferze gwiazd, często przy wykorzystaniu matematycznego modelu równań pochodnych równaniu Drake'a, np. opracowanego niedawno statystycznego równania Drake'a autorstwa Claudio Maccone. Proces ten mógłby w znaczący sposób wpłynąć na dokładność badań widma planet pozasłonecznych; natomiast naprawdę szczegółowe badania takich planet mógłby umożliwić dopiero teleskop o wiele potężniejszy od współcześnie istniejących. W tym celu planowane są takie projekty jak Ekstremalnie Wielki Teleskop Europejski (E-ELT), ATLAST czy kosmiczne misje interferometryczne jak Darwin.
Ewentualne istnienie życia pozaziemskiego nie oznacza koniecznie powstania na danej planecie innych istot rozumnych (kosmitów), tym bardziej wysoko rozwiniętej pozaziemskiej cywilizacji technicznej.
Niewykluczone jest, że ewentualne spotkanie cywilizacji na innym poziomie rozwoju może skończyć się np. unicestwieniem lub podbojem cywilizacji słabszej.
Naukową próbą odnalezienia dowodów na istnienie cywilizacji pozaziemskich jest np. program SETI, w ramach którego poszukuje się sygnałów radiowych. Przez dziesiątki lat nie udało się jednak odnaleźć w zasadzie żadnych sygnałów z wyjątkiem kilku przypadków, m.in. tzw. Sygnał Wow!. W związku z tym, że ziemska cywilizacja zmienia model komunikacji z radiowej na inne formy, pojawiają się pomysły, żeby poszukiwać śladów świateł miejskich. Technologia pod koniec 2011 na to nie pozwalała.
Naukowiec NASA Jim Green twierdził, że do 2021 roku zostanie odkryte życie na Marsie. W 2020 roku w kierunku Czerwonej Planety zostały wysłane 2 łaziki – Mars 2020 (NASA) oraz Rosalind Franklin, wcześniej znany jako ExoMars (ESA i Roskosmos). Oba łaziki wykonają odwierty i pierwszy z nich wyśle pobrane próbki na Ziemię, drugi natomiast przeanalizuje je na miejscu w mobilnym laboratorium pod kątem obecności w nich organizmów żywych lub śladów życia z przeszłości. Według naukowca ludzie jeszcze nie są gotowi na przyjęcie tak przełomowej informacji, jak istnienie życia pozaziemskiego.